# Třeboň
Třeboň (tjekkisk udtale: [ˈtr̝̊ɛboɲ] ; tysk: Wittingau) er en kurby i distriktet  Jindřichův Hradec i regionen sydbøhmen i Tjekkiet med  omkring 8.200 indbyggere. Den historiske bykerne med slotskomplekset er velbevaret og er beskyttet ved lov som et bymonumentreservat.
Třeboň består af bydelene Třeboň I og Třeboň II og landsbyerne Branná, Břilice, Holičky, Nová Hlína, Přeseka og Stará Hlína.

## Geografi
Třeboň ligger omkring 19 km  øst for České Budějovice og 22 km  sydvest for Jindřichův Hradec. Det ligger i Třeboň-bassinet. Den er kendt for sine moser med rige aflejringer af tørv, hvilket førte til etablering af tørvekur i byen.
Třeboň er kendt for sine fiskedamme, som er blevet etableret i regionen siden middelalderen. Rožmberk Pond er den største dam i landet og den største fiskedam i verden med et areal på 489 hektar. Den blev anlagt mellem 1584 og 1590. Byområdet Třeboň ligger ved bredden af Svět-dammen, også en af de største tjekkiske damme med et areal på  201 ha. Det er primært en fiskedam, men bruges også til sport og rekreative formål.
Hele det kommunale område ligger i det beskyttede landskabsområde Třeboňsko. Floden  Lužnice løber gennem den østlige del af territoriet og forsyner Rožmberk-dammen med vand. Der er mange små vandløb, som forsyner de øvrige damme.

## Historie
Třeboň blev etableret omkring midten af det 12. århundrede. Omkring 1300 var Třeboň allerede befæstet. I 1341 blev den første gang omtalt som en by. I 1366 dukkede Třeboňs tjekkiske navn op første gang, og familien Rosenberg blev ejer af godset. Under deres styre fik byen betydning og rigdom. I 1376 fik Třeboň kongelige byprivilegier. I slutningen af det 14. århundrede blev fæstningsværket styrket, hvilket hjalp med at modstå angreb under hussitterkrigene.
Den største udvikling fandt sted i det 16. og det tidlige 17. århundrede, da Jakub Krčín stod i spidsen for familievirksomheden Rosenberg og begyndte at etablere nye damme i området. Regionen blev berømt som et dambrugsområde. Afslutningen på velstanden kom med udryddelse af Rosenberg-familien, troppeinvasioner og flere store brande. Třeboň led under Trediveårskrigen, da den, fra 1620 til begyndelsen af 1622, blev holdt af et regiment af skotter ledet af oberst Sir John Seton . Fra 1660 til det 20. århundrede ejede huset Schwarzenberg byen og godset.
Byen kom sig langsomt og forblev økonomisk ligegyldig indtil det 19. århundrede, hvor den blev en distriktsby. Indtil 1918 var Třeboň – Wittingau en del af Østrig-Ungarn, i distriktet med samme navn, en af de 94 Bezirkshauptmannschaften i Bøhmen.
Efter 2. verdenskrig blev den første større industri (tøjfabrik og storskala landbrugsproduktion) etableret i byen. I 1960 blev Třeboň-distriktet nedlagt, og byen fik kurbystatus.

### Spa
Kurvirksomheden Slatinné lázně Třeboň er den største arbejdsgiver i byen. Tørvespaet i Třeboň fokuserer på behandling af muskel- og knoglelidelser, gigtproblemer og rekonvalescens efter skader og efter operation. Det første moderne kurbad i Třeboň blev åbnet i 1883.

## Kultur
Den internationale festival for animationsfilm Anifest blev afholdt i Třeboň hvert år i  maj mellem 2002 og 2010, hvorefter Anifilm overtog arrangementet.